# 梅镇岳
梅镇岳（1915年9月3日—2009年12月15日），男，浙江杭州人，中国核物理学家、物理教育家，曾任中国科学技术大学近代物理系副系主任、教授。在电子能谱学，电子能谱仪和以β谱测定电子中微子的静止质量等方面均有成就。在筹建并主持中国科技大学近代物理系、筹建高能物理研究所、发展中国核谱研究和培养中国核物理人才方面做出了贡献。

## 生平
1915年9月3日 生于杭州。
1939年 毕业于清华大学物理系。
1939～1945年 在清华大学物理系任教。
1945～1949年 赴英国留学于伯明翰大学，获硕士和哲学博士学位。
1948年 赴美国印地安纳大学研究。
1950～1953年 在加拿大国家实验室研究。
1953～1960年 任中国科学院近代物理研究所和原子能研究所研究员、室主任。
1960～1976年 任中国科技大学近代物理系教授、副系主任。
1976年 退休，并继续培养研究生，从事基本粒子物理研究。